# Chiesa di Santa Maria Nascente (Gandellino)
La chiesa di Santa Maria nascente  è il luogo di culto cattolico più antico della frazione di Gromo San Marino, centro abitato in provincia di Bergamo, nell'alta Val Seriana. L'edificio risalente al XIV secolo è posto sopra un'altura e domina la valle sottostante.

## Storia
Una chiesa intitolata a Maria risulta fosse già presente nel 1360, documentata dalla nota ecclesiarum che è l'elenco dei dazi e delle tasse che le chiese pagavano ai Visconti, signori di Bergamo, in particolare a Bernabò Visconti. Una sua nota ecclesiarum indica: 
((Nota ecclesiarum 1360))
Del 1410 sono successivi documenti che la citano:
(Documento del 1410-Bortolo Basinelli)
La chiesa, situata sopra un dosso, è ben visibile dalla valle, probabilmente fu edificata nel XII secolo come oratorio per una piccola comunità di religiose che vi si era stanziata costruendo un piccolo convento poi soppresso.

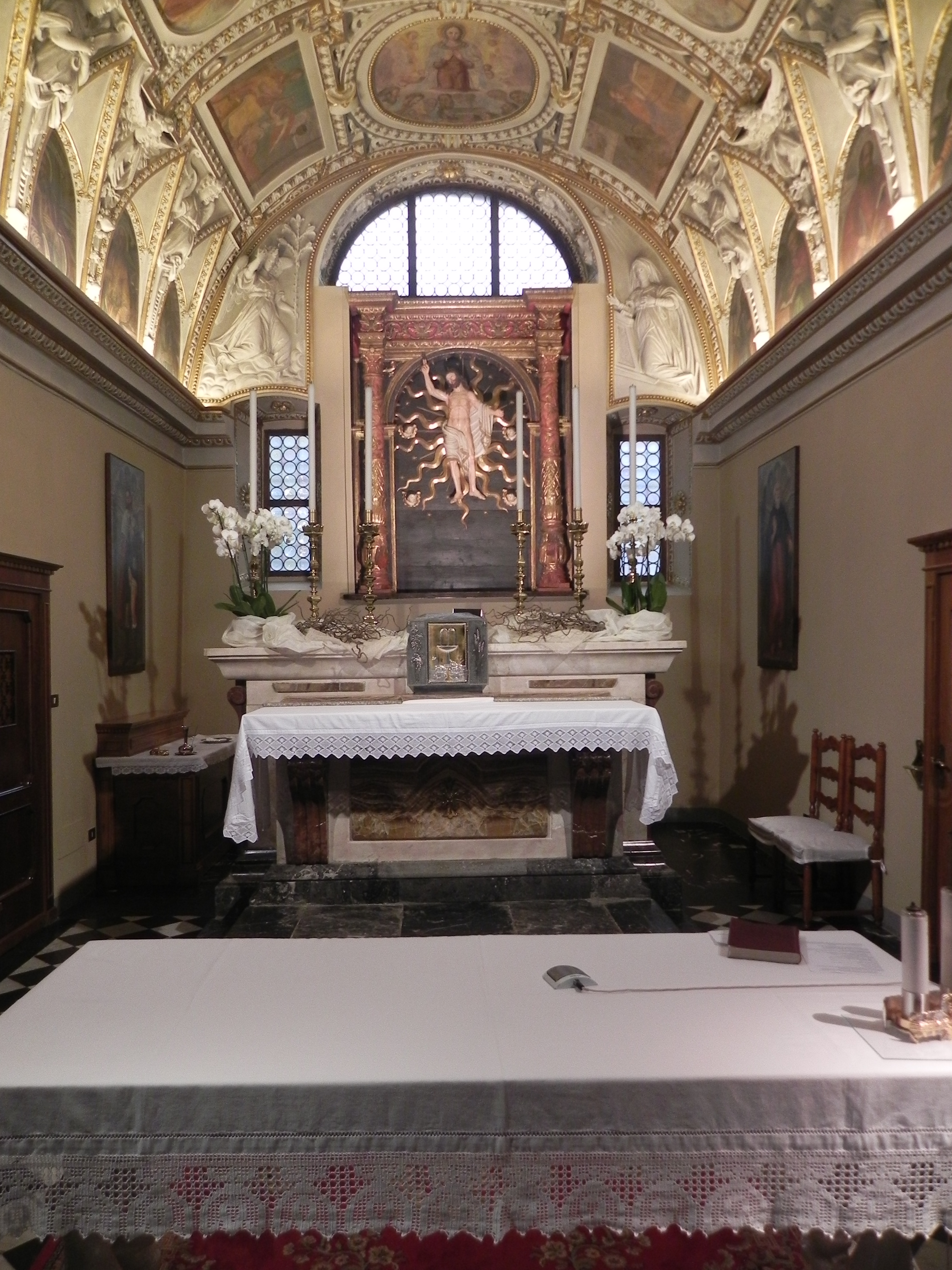
Pala d'altare lignea della bottega di Pietro Bussolo

Nel 1410 fu nominato parroco Giovanni Buccelleni di Gromo che rinunciò all'incarico essendo mandato in Valle Imagna nella chiesa di Sant'Andrea di Strozza dove fu nominato rettore mentre un documento del 1435 nomina procuratori, rettori e amministratori del monastero della chiesa di Santa Maria un omonimo Giovanni Buccelleni, con Stefano Robardi di Gromo e Ziliono Negroni di Valgoglio.
La chiesa si staccò da quella di Gromo il 1º novembre 1445 venendo consacrata dal vescovo Giovanni Barozzi quando risulta essere elevata a parrocchia. Fu nominato parroco il tedesco Ernesto di Spira, mentre successivamente Finamando Aquilina del Golio e un Zuchini entrambi di Gromo, nel 1535  Nicola Fornoni di Ardesio. Il 10 settembre 1869 la chiesa fu dedicata alla Natività della Madonna con decreto stabilendo di celebrarne l'anniversario ogni anno il 14 settembre.
Furono consacrati i due altari della Beata Vergine e del Sacro cuore di Gesù il 22 novembre 1942 dal vescovo Adriano Bernareggi che due anni dopo, l'8 settembre, consacrò l'altare maggiore, come riportano le epigrafi poste sul basamento dietro l'altare.
L'edificio fu restaurato più volte: nel 1870 venne sostituita la copertura, nel 1870 il parroco Martino Mazzoleni eseguì restauri e donò il concerto campanario di cinque campane e nel 1900 il parroco eseguì ulteriori lavori e decori. Nel 1978 furono eseguiti i lavori esterni alla chiesa, mentre nel 1987 il restauratore Vincenzo Villa fece una pulizia alle opere d'arte, affreschi e stucchi, interni alla chiesa ridando la doratura originaria e il colore di alcuni affreschi così che la chiesa si presentasse com'era all'origine.

## Descrizione

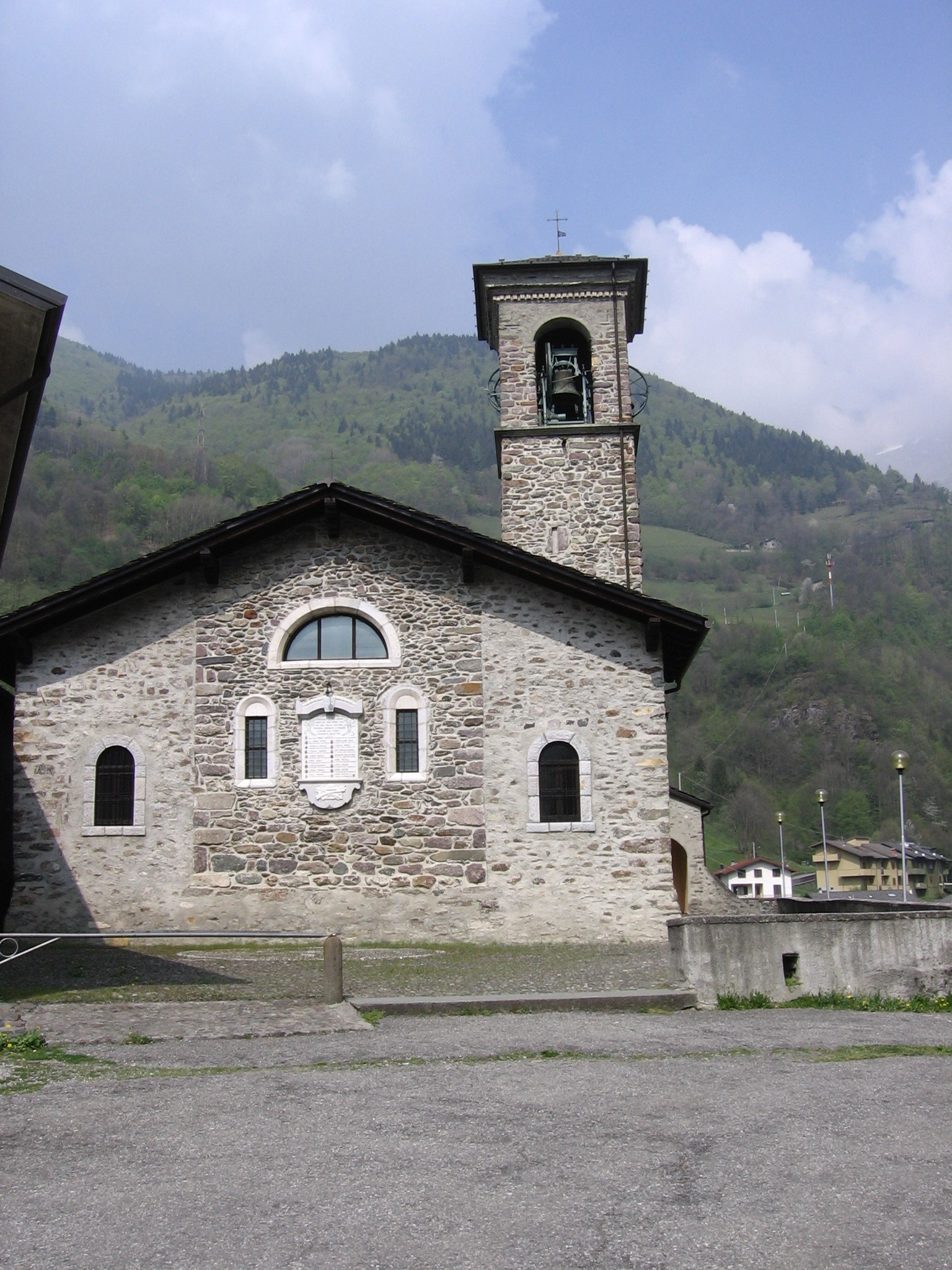
Chiesa di santa Maria Nascente facciata a est

L'edificio, come le antiche chiese paleocristiane, è rivolta ad est e si presenta con un grande sagrato in ciottolato che accompagna al porticato presente sui lati rivolti a nord e ovest. 

Il portico, antico luogo di scambio dei prodotti alla pastorizia, ha sette aperture ad arco a tutto sesto in pietra arenaria, con colonne in stile toscano.
L'interno è a tre navate, di cui quella centrale più alta rispetto alle due laterali. All'interno sono presenti affreschi riconducibili alla chiesa primaria poi ampliata, alcuni di questi si presumono lavori di Giacomo Borlone de Buschis detto il Borlone, che già aveva lavorato nella valle affrescando la Danza Macabra, mentre altri di epoca quattrocentesca rappresentano "Il credo degli apostoli" di autore ignoto. Sia la navata centrale che il presbiterio, sono decorati con medaglie e cornici in stucco di epoca barocca che raffigurano scene della vita di Maria, alcuni del XVIII secolo, di autore anonimo, e affreschi riconducibili al XX secolo, lavori di Alfredo Tosti del 1912, di Mino Marra del 1988, di Camillo Galizzi del 1940.
L'ancona lignea posta sul presbiterio è caratterizzata dalla scultura di un Cristo risorto, opera forse della bottega dello scultore Pietro Bussolo del 1495 circa. La scultura attribuita al Bussolo potrebbe essere considerata invece lavoro della sua bottega, di qualche artista forse a lui vicino. Originariamente aveva una parte inferiore sempre lignea, che raffigurava il sepolcro ormai nuovo, e i soldati svegliati e spaventati dall'evento straordinario, queste parti sono andate perse, forse vendute.

Nel piccolo cimitero vicino alla chiesa è tumulata la salma di Alessandro Dordi nativo della frazione, missionario in Perù e assassinato dagli uomini del Sendero Luminoso. Don Dordi fu dichiarato martire con decreto firmato il 3 febbraio 2015 e beatificato il 5 dicembre 2015.